# Bureau de l'ombudsman de la ville de Québec
Le Bureau de l’ombudsman de la ville de Québec est un organisme de dernier recours auquel peut faire appel toute personne ou groupe de personnes qui croit avoir été lésé par le fait ou l'omission de l'administration municipale.
Le Bureau de l'ombudsman est composé de commissaires bénévoles résidant sur le territoire de la ville et possédant une expertise susceptible de donner un éclairage pertinent aux dossiers qui leur sont soumis. Le conseil municipal désigne parmi les commissaires un président ou une présidente. La personne qui porte son différend avec la ville auprès du Bureau de l'ombudsman est donc entendue par d'autres citoyens et citoyennes.

## Liste
| Commissaire | Commissaire              | Mandat |
| ----------- | ------------------------ | ------ |
| 1           | André Julien (Président) | 3 ans  |
| 2           | Marie Auger              | 3 ans  |
| 4           | Robert J. Gravel         | 3 ans  |
| 6           | Michel Lapointe          | 3 ans  |
| 8           | Gaétane Vigneux          | 3 ans  |

## Voir également
- Hôtel de ville de Québec
- Politique de la ville de Québec